# Grubbiaceae
Grubbiaceae is een botanische naam, voor een familie van tweezaadlobbige planten. Een familie onder deze naam wordt algemeen erkend door systemen van plantentaxonomie, en zo ook door het APG-systeem (1998) en het APG II-systeem (2003). Het gaat om een heel kleine familie van enkele soorten, die endemisch zijn in het laaglandfynbos en -renosterveld van Zuid-Afrika.
In het Cronquist-systeem (1981) werd de familie ingedeeld in de orde Ericales: de planten doen wel iets aan hei denken. Het Wettstein-systeem (1935) deelde de familie in in de orde Santalales.